# Biglerville (Pensylvánie)
Biglerville je obec (borough) v Adams County, v Pensylvánii.

## Historie
Obec vznikla v roce 1817. Thomas Brothers Store na Main St. byl zařazen na National Register of Historic Places v roce 2008. Je pojmenována po politikovi Williamu Biglerovi.

## Obyvatelstvo
| 1910 | 1940 | 1970 | 2000 | 2010 |
| ---- | ---- | ---- | ---- | ---- |
| 386  | 723  | 977  | 1101 | 1200 |

## Náboženství
Nejvíce obyvatel se hlásí ke katolické církvi, následuje Evangelical Lutheran Church in America a United Church of Christ.